# György Bözödi
György Bözödi, cu numele de familie real Jakab, (n. 9 martie 1913, Bözöd, azi Bezid, județul Mureș – d. 25 noiembrie 1989, Budakeszi) a fost un scriitor, sociolog și istoric maghiar.

## Biografie
A absolvit Colegiul Unitarian din Cluj (1931), apoi a urmat timp de doi ani studii de teologie. Începând din 1933, a studiat dreptul și filosofia la Universitatea din Cluj. Poemele și povestirile sale au apărut în Ellenzek și Keleti Újság. A fost redactor la ziarul Székely Szó din Târgu Mureș. A locuit la Cluj în perioada 1935-1957, unde a fost colaborator al revistei Hitel și din 1940 angajat la Biblioteca Universității. A publicat articole în publicațiile Pásztortűz, Ellenzek, Erdélyi Helikon și Korunk. Activitatea sa istorică și sociologică a fost publicată în lucrarea Székely bánja (1938). În Ungaria, lucrările sale au fost publicate în Kelet Nepe (1941). El a fost unul dintre fondatorii și redactorii revistei Termes (1942-1944). În anii 1950 a lucrat pe post de contabil în cooperație. Din 1957 și până la pensionarea sa, în 1975, a lucrat pe postul de cercetător academic la Târgu Mureș. În 1939 a primit Premiul Baumgarten.

## Opera literară
- Székely emberek, zsidó istenek (Jegyzetek a székely szombatosokról, Cluj, 1935);
- Székely bánja (sociografie, Cluj, 1938 și Budapesta, 1939);
- Romlás I-II. (roman, Budapesta, 1940);
- Nyugtalan pásztorok (roman, Budapesta, 1942, ediția a II-a, cu prefață de József Izsák, RMI 1968);
- A tréfás farkas (povești de János Bágyi, ilustrații de Béla Gy. Szabó, Budapesta, 1942, 1943);
- Székelyek (povești populare, Budapesta, 1943);
- Repedt csupor (povestiri, Budapesta, 1944);
- Erdély szabadságharca (documente oficiale, scrisori și ziare despre Revoluția din 1848-1849, cu o introducere de Edgár Balogh, Cluj, 1945);
- Rebi néni feltámadása (nuvele, Cluj, 1945);
- Eladó temető (Sfântu Gheorghe, 1945);
- Hazafelé (povestiri, ilustrații de Béla Gy. Szabó, Târgu Mureș, 1958);
- Az eszös gyermök (povești de János Bágyi, ilustrații de Béla Gy. Szabó și Júlia Ferenczy, 1958);
- Nyugtalan pásztorok : elbeszélések (București, 1968);
- Nap és árnyék (poezii, postfață de József Izsák, RMI 1979);
- Halott-világítás (nuvele, Editura Kriterion, București, 1990).

### Traduceri
- V. Em. Galan: Baragán vol. I (1956) și II (1961);
- Zaharia Stancu: Vérebek (1957);
- Szegény ember okos leánya (povești populare românești, împreună cu Rózsa Ignácz și Zoltán Jékely, Budapesta, 1957);
- Liviu Rebreanu: Akasztottak erdeje (Târgu Mureș, 1957);
- Román népmesék (1958);
- Cezar Petrescu: Főváros (1963).

## Premii
- Premiul Baumgarten (Budapesta, 1939)